# Río Chico
Río Chico é uma cidade venezuelana, capital do município de Páez (Miranda).